# 2 x 4
«2 x 4» es la segunda canción del álbum de estudio titulado Load de 1996 de la banda estadounidense de thrash metal y heavy metal Metallica.
La letra se refiere a una pelea con otra persona. En inglés, "2x4" es una vara de madera estándar que se usa en la construcción; la expresión, en EE. UU. suele utilizarse para referirse al uso de un palo como una amenaza de agresión física.
La canción podría ser una de las más cercanas al heavy metal del álbum, aunque al igual que las demás del disco está influenciada por el hard rock y por el blues.
La canción fue tocada por primera vez en un concierto en Londres, Inglaterra en 1995 como una nueva canción en conjunto con «Devil's Dance» de su siguiente álbum ReLoad.

## Créditos
- James Hetfield: Voz, guitarra rítmica y segundo solo de guitarra.
- Kirk Hammett: Guitarra líder.
- Jason Newsted: Bajo eléctrico y coros.
- Lars Ulrich: Batería y percusión.